# Fornaluch
Fornaluch (oficialmente en catalán: Fornalutx) es una localidad y municipio español de la comunidad autónoma de Islas Baleares. Situado en la isla de Mallorca, en la comarca de la Sierra de Tramontana. Limita con los municipios de Sóller y Escorca. Se sitúa en el valle de Sóller, entre este núcleo urbano y el macizo del Puig Mayor. Tiene una salida al mar, a la desembocadura del torrente de Na Mora.
La belleza paisajística del pueblo le ha permitido pertenecer a la Asociación Los pueblos más bonitos de España.

## Historia

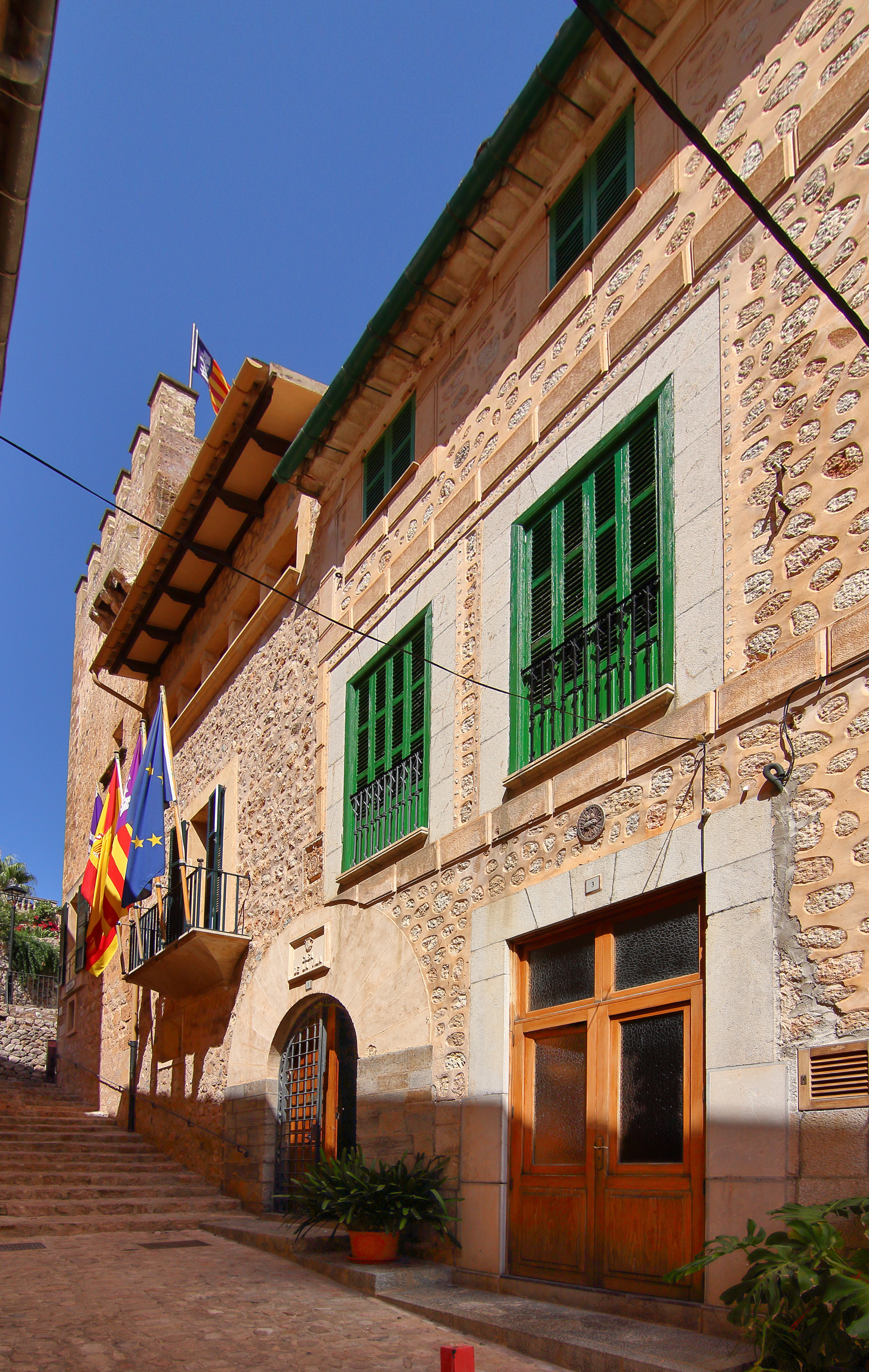
Ayuntamiento de Fornaluch

La historia del pueblo ha estado siempre ligada a la de la vecina localidad de Sóller, ya que las dos formaron un único término municipal hasta 1812 por primera vez y 1820 la segunda. El año 1837 fue la tercera y definitiva. Se reconocieron sus derechos constitucionales como municipio independiente. El primer alcalde de Fornaluch fue Antonio Mayol Arbona (Xoroi) del linaje de los Mayol de Bàlitx, proclamado el 1 de noviembre de 1812 sucedido por Lluc Bisbal el año siguiente.
En 1983 se le galardonó con la “Placa de Plata por el Fomento de Turismo de Mallorca por la Defensa y Mantenimiento de la Villa" y de la Secretaría General de Turismo obtuvo ese mismo año el “II Premio Nacional de Pueblos Embellecidos y Mantenidos de España"; en 1995 se le dedicó el “Premi Alzina” (Premio Alcina) por la labor en favor de la naturaleza, premio que anualmente concede el Grupo Balear de Ornitología y Defensa de la Naturaleza.

## Demografía
Fornaluch cuenta con una población de 715 habitantes (INE 2024).
| Gráfica de evolución demográfica de Fornaluch entre 1842 y 2021                                                       |
| |
| Población de derecho según los censos de población del INE. Población de hecho según los censos de población del INE. |